# Båtö-Fröskan
Båtö-Fröskan  is een Zweeds zandbank behorend tot de Lule-archipel. Het ligt afgelegen in de Botnische Golf. Het eiland heeft geen oeververbinding en is onbebouwd.